# Era Comum
Era Comum ou EC (em inglês:  Common Era, CE), e o seu complemento AEC (Antes da Era Comum, em inglês:  before the Common Era, BCE), são notações de datação. A utilização é predominante em disciplinas académicas e científicas, como demonstrado pela Associação Americana de Antropologia, mas é notável a evidência da universalização da sua utilização em todos os conteúdos didáticos.
Desta forma, “Era Comum” trata da medição temporal do período a partir do primeiro ano (ano 1) no calendário gregoriano, como expressão alternativa ao sistema religioso Anno Domini, latim para “no ano do Senhor”, correspondendo à expressão “depois de Cristo”, por vezes também traduzida como “Era Cristã”. As locuções são cronologicamente equivalentes, ou seja, o número de qualquer ano é o mesmo, independentemente do tipo de era de calendário utilizado.

## Uso prático de AEC e EC
Amplamente utilizados para efeitos de unanimidade de critérios em vários âmbitos académicos, científicos e comerciais, os termos EC (Era Comum) e AEC (Antes da Era Comum) substituem os termos anno Domini (“no ano do Senhor”, AD), d.C. (depois de Cristo), e a.C. (antes de Cristo), retirando-lhes as conotações religiosas. AEC e EC são, portanto, denominações que utilizam uma linguagem inclusiva, não fazendo explicitamente o uso de títulos como Cristo ou Senhor, implicados nas notações a.C., d.C. e AD.
Nenhuma destas designações utiliza um ano zero, devido ao facto do calendário gregoriano ter sido organizado para contar o ano do nascimento de Jesus Cristo como o primeiro ano (ano 1) da nova era, marcando uma linha divisória no tempo a partir de então: o ano 1 a.C. ou 1 AEC, foi imediatamente sucedido pelo ano 1 d.C. ou 1 EC.
| AEC / EC | sugestão de leitura                   | Equivalência a.C. / d.C. ou AD |
| -------- | ------------------------------------- | ------------------------------ |
| 1284 AEC | (no ano / em) 1284 antes da Era Comum | 1284 a.C.                      |
| 399 AEC  | (no ano / em) 399 antes da Era Comum  | 399 a.C.                       |
| 456 EC   | (no ano / em) 456 da Era Comum        | 456 d.C.; 456 AD               |
| 2012 EC  | (no ano / em) 2012 da Era Comum       | 2012 d.C.; 2012 AD             |

## História
A utilização do termo “Era Comum” remonta a 1615, pelo astrónomo e matemático alemão Johannes Kepler, num livro da sua autoria, originalmente em latim: annus aerae nostrae vulgaris (ano da nossa era comum).
Durante os anos de 1800, a locução “Era Comum” era frequentemente usada num sentido genérico, para qualquer sistema de datas em comum uso, portanto, “a era comum dos judeus”, “a era comum dos muçulmanos”, “a era comum da fundação de Roma”. No contexto religioso cristão, era algumas vezes qualificado, por exemplo, “a era comum do Natal do Nosso Senhor” ou “a era comum do nascimento do nosso Salvador”.
Um estudo realizado em 2014 refere que a notação AEC/EC não cresceu à custa da notação a.C., d.C. e AD na literatura académica, e que ambas as notações foram usadas até um certo ponto de forma relativamente estável.

## Aplicação pelas entidades governamentais

### Brasil
Em 2020 a Secretaria de Educação de São Paulo recomendou as siglas a.C. e d.C. como padrão, mas sugeriu a explicação por parte dos professores da locução “Era Comum”.

### Austrália
Em 2011, as entidades governamentais australianas optaram pela substituição nos livros escolares, iniciando a utilização de AEC/EC, o que enfureceu o partido “Cristãos Australianos”. O atual livro de estilo do Governo recomenda a utilização de AEC/EC.

### Reino Unido
Em 2002, um painel consultivo para o programa de educação religiosa para Inglaterra e País de Gales recomendou a introdução de datas AEC/EC nas escolas, e em 2018 já é reportada a generalização da substituição.

### Estados Unidos da América
O uso da notação AEC/EC em livros escolares crescia em 2005, e algumas publicações passaram a usá-lo exclusivamente. O The World Almanac and Book of Facts de 2007 foi a primeira edição a mudar para AEC/EC, encerrando um período de 138 anos em que a tradicional notação de datação a.C./AD foi usada. AEC/EC é também usado pelo College Board nos seus testes de história, e pela Norton Anthology of English Literature.  A Smithsonian Institution também optou por utilizar AEC/EC.
O canal History, com sede nos EUA, adotou uma abordagem diferente, com uma substituição parcial, usando atualmente a notação AEC/EC apenas em artigos com tópicos religiosos não cristãos.